# Diadumenidae
Los diaduménidos (Diadumenidae) son una familia de anémonas de mar de la clase Anthozoa. Sus especies se distribuyen en aguas templadas y tropicales, tanto del océano Atlántico, como del Indo-Pacífico.

## Características
La familia se caracteriza por poseer dos tipos de nematocistos en el acontia: basitrichous y microbasic p-mastigoforos; así como por no contar con esfínter evidente. También cuentan con, todos o algunos, de los tentáculos interiores provistos de nematocistos especiales: atricos y holotricos, aunque algunos individuos los pueden perder. 
Tienen el disco pedal bien desarrollado, el margen del disco oral tentaculado, y seis pares, o más, de mesenterios perfectos, que pueden ser fértiles.

## Géneros
Aunque algunos autores consideran a la familia monogenérica, incluyendo tan sólo al género Diadumene, el Registro Mundial de Especies Marinas acepta los siguientes géneros:
- Aiptasiomorpha
- Diadumene Stephenson, 1920